# Neobisium ninae
Espèce
Neobisium ninae est une espèce de pseudoscorpions de la famille des Neobisiidae.

## Distribution
Cette espèce est endémique du Monténégro. Elle se rencontre à Donje Biševo dans la grotte Pećina u Dubokom Potoku.

## Description
Le mâle holotype mesure 3,91 mm et la femelle paratype 4,19 mm. Ce pseudoscorpion est anophtalme.

## Étymologie
Cette espèce est nommée en l'honneur de Nina B. Ćurčić.

## Publication originale
- Ćurčić, Dimitrijević & Tomić, 2008 : Neobisium ninae n. sp. (Neobisiidae, Pseudoscorpiones), a new endemic cave pseudoscorpion from Montenegro. Archives of Biological Sciences, vol. 60, no 2, p. 301-307.